# Ernesto Eugênio da Piedade
 Ernesto Eugênio da Piedade  (Guarulhos, 13 de novembro de 1830 – Sarapuí, 22 de janeiro de 1910), também conhecido como  Coronel Nhô Ernesto Piedade  foi um tropeiro, fazendeiro e político brasileiro.
Foi vereador na cidade de Sarapuí no quatriênio 1877 a 1881, conforme Ata da 1ª Seção da Câmara Municipal de Sarapuí, realizada no dia 15 de janeiro de 1877 – Livro de Atas (fls. 36)  e também Presidente da Câmara (Mandatos 1890, 1892, 1898 a 1900) e Prefeito Municipal (Intendente nos mandatos de 1888, 1899 e 1900).
Designado por decreto de 31 de outubro de 1892, integrante da Junta Revisora do Alistamento Militar, conforme publicação circulada na imprensa oficial do Estado de São Paulo em 4 de novembro de 1892.

## Vida familiar
Filho do capitão Francisco Cândido Sagalerva e de Manuela Angélica de Cerqueira Leme (alguns documentos Manuela Angélica de Cerqueira César) ambos com vastas árvores genealógicas. Por escolha de seus pais, retornou ao sobrenome Piedade de seu bisavô materno, o português, Alferes José da Piedade Soares.
Foi batizado conforme registro paroquial da cidade de Guarulhos a 8 de dezembro de 1830 – Padrinhos: Coronel Joaquim José de Cerqueira César e sua mulher, Maria Josepha de Alencastro, Fregueses da Sé.
O coronel Ernesto Eugênio da Piedade, casou-se em Sarapuí ao redor de 1859, com sua prima, a Sra. Anna Brandina de Jesus. O casal teve 10 (dez) filhos:
- Brígida Piedade;
- Leopoldo Eugênio da Piedade;
- Brandina Piedade;
- Olegário Eugênio da Piedade;
- João Eugênio da Piedade;
- Vicente Eugênio da Piedade;
- Anna Eugênia da Piedade;
- César Eugênio da Piedade;
- Ubaldinho Piedade e;
- Pedrina Piedade.